# Ступишин, Михаил Протасович
Михаил Протасович Ступишин (2 ноября 1916, Нижегородская область — 17 мая 1980, Москва) — штурман 198-го штурмового Волковысского Краснознамённого авиационного полка 233-й штурмовой Ярцевской Краснознамённой авиационной дивизии 4-й воздушной армии 2-го Белорусского фронта, майор. Герой Советского Союза.

## Биография
Родился 2 ноября 1916 года в деревне Михальчиково ныне Кстовского района Нижегородской области в семье крестьянина. Русский. Член ВКП(б) с 1942 года. В 1920-х годах с родителями переехал в город Нижний Новгород. В 1929—1932 годах вместе со старшим братом воспитывался в детском доме имени Ансона в городе Горьком. Здесь окончил 7 классов. Затем уехал в город Иваново, окончил Ивановский художественный техникум.
В 1935 году был призван в Красную Армию и по комсомольской путёвке направлен в Ворошиловградскую лётную школу. В 1937 году окончил её с отличием, но стать военным лётчиком тогда не довелось. В том же году был репрессирован отец, ответственный работник Ивановского обкома партии. Был демобилизован и уехал в Горький. В местном аэроклубе Ступишин работал инструктором, здесь и встретил начало Великой Отечественной войны.
В декабре 1941 года вновь призван в армию. За первые пять месяцев на Западном фронте совершил 24 боевых вылета на лёгком ночном бомбардировщике По-2. В мае 1942 года освоил штурмовик Ил-2, на котором воевал до последнего дня.
Лётчик-штурмовик Ступишин водил группы самолётов на выполнение самых сложных и опасных заданий. Участвовал в сражении на Курской дуге. Воевал под Ржевом, Витебском, Минском, Белостоком. Два раза был ранен и один раз контужен. Прошёл путь от рядового лётчика до штурмана полка. К августу 1944 года майор Ступишин совершил 98 боевых вылетов на штурмовку живой силы и боевой техники противника и был представлен к званию Герой Советского Союза.
В сентябре 1944 года его направили на учёбу в Военно-воздушную академию. Всего к тому времени провёл 133 боевых вылета. Но учиться в академии не пришлось: сказалась контузия. Пришлось лечиться по госпиталям, восстанавливать здоровье, чтобы не расставаться с авиацией.
Указом Президиума Верховного Совета СССР от 26 октября 1944 года за образцовое выполнение заданий командования и проявленные мужество и героизм в боях с немецко-фашистскими захватчиками майору Ступишину Михаилу Протасовичу присвоено звание Героя Советского Союза с вручением ордена Ленина и медали «Золотая Звезда».
В 1946 году майор Ступишин уволен в запас. Но с авиацией он не расстался, перешёл в Гражданский воздушный флот. Два года водил самолёты на международных линиях, летал во Францию, Италию, Швейцарию, Грецию.
В 1948 году перешёл в полярную авиацию. Участвовал во многих высокоширотных экспедициях, летал на дрейфующие станции. В частности в 1954 году обеспечивал на Ан-2 работу станции «Северный полюс-3». За мирный труд был награждён двумя орденами Трудового Красного Знамени.
Участвовал в первом сверхдальнем перелёте по маршруту Москва—Антарктида—Москва, который проходил с декабря 1961 года по февраль 1962 года. На самолётах Ил-18, в экипаже которого был М. П. Ступишин, и Ан-12 на полярный континент были доставлены участники 7-й Советской Антарктической экспедиции. За этот перелёт был награждён орденом Ленина. В 1963 году вновь участвовал в сверхдальнем перелёте в Антарктиду.
За плечами у Героя Советского Союза М. П. Ступишина почти 4 миллиона километров воздушных дорог, 625 дней в воздухе. С 1966 года Михаил Протасович Ступишин — персональный пенсионер союзного значения. Жил в городе-герое Москве. Скончался 17 мая 1980 года. Похоронен в Москве на Головинском кладбище.
Награждён двумя орденами Ленина, тремя орденами Красного Знамени, двумя орденами Трудового Красного Знамени, орденом Красной Звезды, медалями.

## Память
- В честь Михаила Протасовича назван борт RA-89060 семейства отечественных самолётов «Sukhoi Superjet 100», поступивший в ПАО «Аэрофлот» в июне 2016 года.